# QuakeNet
QuakeNet is het grootste Internet Relay Chat (IRC)-netwerk in de wereld met gemiddeld 175.000 gebruikers per dag en 180.000 chatrooms. Het is sinds 2002 een van de grootste vier IRC-netwerken.
QuakeNet is in 1997 ontstaan voor en door gamers gemaakt, initieel voor de spelers van de computerspellen Quake en QuakeWorld, maar trok later ook spelers van andere computerspellen en niet-spelers aan. De originele scheppers van QuakeNet zijn Oli en Garfield.
Toen deze honderden gebruikers gebruik maakten van QuakeNet bedacht men dat het tijd werd voor een naam- en kanaalservice. Iedereen die een beetje bekend is met IRC denkt meteen aan ChanServ en NickServ, maar Mag en MadHacker (twee IRC opers) maakten een eigen service, namelijk 'Q', wat, uiteraard, voor QuakeNet staat. Q werd gebruikt voor beide kanaal- en naamservices, later kwam, omdat véél kanalen Q gebruikten, een lichtere versie van Q uit, namelijk 'L' (Lightweight). Deze bood vrijwel dezelfde diensten als Q maar dan voor kleinere kanalen. Q kon bijvoorbeeld een ongelimiteerd aantal gebruikers op een kanaal hebben, voor L werd dit aantal op 30 gemaximaliseerd. In 2008 werd de Q bot vernieuwd en nam alle functies van L over, sindsdien wordt L niet meer gebruikt.
Vandaag de dag heeft QuakeNet servers in veel verschillende landen en door veel verschillende providers gehost.